# Julián Vergara
Julián Vergara, conocido en su ámbito cercano como Vergarica, fue un futbolista español entre las décadas de 1930 y 1950, y jugador histórico del Club Atlético Osasuna, club en el que cosechó sus mejores actuaciones. Delantero de gran facilidad anotadora pese a su fina apariencia, es el máximo goleador histórico del club con más de 187 goles oficiales reconocidos. Formó parte del once titular de todos los equipos en los que discurrió su carrera.[cita requerida]

## Inicios

### Sus años dorados en Pamplona
Julián Vergara nació en Olite el 13 de septiembre de 1913. Sus primeros pasos los dio como futbolista en el Acero y en el Erri-Berri de su Olite natal. Pronto despuntó debutando en el Club Atlético Osasuna el 13 de noviembre de 1932, a los 19 años de edad, que en aquel momento jugaba en la Segunda División. Sus registros anotadores fueron dignos de mención marcando 26 goles en apenas 19 partidos en la temporada de su debut. Con este equipo, logró el ascenso en 1935 a la Primera División y anotó 20 tantos en 21 encuentros, tercer máximo anotador del torneo, y marca que a fecha de 2020 no ha sido igualada en el club por ningún jugador del club en la máxima categoría. Tras finalizar con 36 goles en 39 encuentros en todas las competiciones debió afrontar un nuevo curso en la segunda categoría, al finalizar últimos del campeonato.
Sin embargo estalló la guerra civil española que paralizó todas las competiciones deportivas y no se pudo reanudar hasta la campaña 1939-40 cuando tras quedar muy maltrecho el Oviedo Football Club y no poder competir, se organizó un encuentro de promoción entre los dos clubes descendidos, Athletic Club de Madrid y C. A. Osasuna, para ocupar su plaza. Pese a la oportunidad los navarros perdieron por 3-1, anotando Vergara el gol pamplonés, y regresaron a Segunda División.
Antes, a comienzos de 1939, se reanudaron competiciones en parte del territorio ocupado por las fuerzas nacionales de la zona sublevada. Así se retomaron algunos campeonatos regionales con vistas a una nueva edición del Campeonato de España. Osasuna, que hasta entonces había competido en el mancomunado guipuzcoano y en la Copa Vasca, no se inscribió o no llegó a acuerdos para participar nuevamente y estuvo tiempo sin reanudar la práctica deportiva, perjudicando el estado de forma de sus integrantes y creando dudas sobre el futuro de la entidad. Así, se especuló con la salida de Vergara del club, quien era el gran referente del equipo junto a un Paco Bienzobas, que puso de nuevo rumbo al Donostia Football Club. Fueron los precios de la guerra que pagaron los navarros, amén de otros de índole financiera, en una delicada situación en todo el país que perjudicó a la inmensa mayoría de clubes.

### La guerra civil marcó su decadencia
Fue en el mes de febrero cuando finalmente se concretó nuevamente un campeonato navarro. En él tomaron parte junto a los osasunistas, el Club Deportivo Indarra y una selección militar asentada en la zona. El primer encuentro se produjo el día 12 con una victoria por 2-0 frente al C. D. Indarra, merced a los tantos de Nicanor Leoz y el propio Vergara. Tras dos nuevas victorias por 3-0 frente al combinado militar, y 1-4 frente a indarreses se dio por finalizado en pírrico torneo con clara e inalcanzable superioridad osasunista. Fue su primer y único título en su carrera.
Pese a ello, el gran goleador Vergara no fue el mismo tras la guerra. Si bien aguantó el tipo en su reanudación con el Osasuna, tras cerrar esa primera etapa con ellos y marchar a Barcelona, nunca volvió a llegar a los altos registros en sus inicios. Quizá convaleciente por las heridas sufridas en el frente, y por las que fue hospitalizado, apenas duró una temporada en el Club de Fútbol Barcelona antes de regresar a su tierra. Los catalanes, quienes ansiaban su contratación desde antes de la contienda bélica, pagaron un traspaso de 80.000 pesetas en el año 1940 al conjunto navarro, una cantidad significativa en la época, que no produjo los resultados esperados. Cerró la temporada 1940-41 con 16 partidos y 10 goles.
De nuevo con los osasunistas tuvo discretas actuaciones hasta comenzar a deambular por diferentes clubes de las cercanías para a inicios de los años 1950 retirarse y dedicarse a su trabajo en Industrias Químicas Navarras.
Falleció en su localidad natal el 8 de septiembre de 1987 a pocos días de su 74 aniversario.

## Estadísticas

### Clubes
Datos actualizados a fin de carrera deportiva. (En estudio. Anotados BDFutbol, falta revisar hemeroteca para completar datos)
Datos incompletos en el campeonato mancomunado de 1933 con el Club Atlético Osasuna. En estudio fase de clasificación a Copa/permanencia de Segunda 1942-43.
| Club | Temporada              | Div.                   | Liga (1)   | Liga (1)   | Copa (2)    | Copa (2)    | Regional (3) | Regional (3) | Total (4) | Total (4) | Media goleadora |
| Club | Temporada              | Div.                   | Part.      | Goles      | Part.       | Goles       | Part.        | Goles        | Part.     | Goles     | Media goleadora |
| --- | ---------------------- | ---------------------- | ---------- | ---------- | ----------- | ----------- | ------------ | ------------ | --------- | --------- | --------------- |
| C. A. Osasuna | 1932-33                | 2.ª                    | 15         | 24         | 4           | 2           | -            | -            | 19        | 26        | 1.37            |
| C. A. Osasuna | 1933-34                | 2.ª                    | 18         | 16         | 4           | 2           | 9+           | 4+           | 31+       | 22+       | >0.71<          |
| C. A. Osasuna | 1934-35                | 2.ª                    | 12         | 13         | 14          | 18          | 12           | 12           | 38        | 43        | 1.13            |
| C. A. Osasuna | 1935-36                | 1.ª                    | 21         | 20         | 8           | 7           | 10           | 9            | 39        | 36        | 0.92            |
| C. A. Osasuna | 1938-39                | 2.ª                    | Suspendida | Suspendida | 2           | -           | 3            | 3            | 5         | 3         | 0.60            |
| C. A. Osasuna | 1939-40                | 2.ª                    | 14         | 20         | 4           | 2           | 9            | 12           | 27        | 34        | 1.26            |
| C. F. Barcelona | 1940-41                | 1.ª                    | 13         | 9          | 3           | 1           | Inexistente  | Inexistente  | 16        | 10        | 0.63            |
| Total C. F. Barcelona | Total C. F. Barcelona  | Total C. F. Barcelona  | 13         | 9          | 3           | 1           | 0            | 0            | 16        | 10        | 0.63            |
| C. A. Osasuna | 1941-42                | 2.ª                    | 11         | 5          | 1           | -           | Inexistente  | Inexistente  | 12        | 5         | 0.42            |
| C. A. Osasuna | 1942-43                | 2.ª                    | 11         | 8          | 5+          | 10+         | Inexistente  | Inexistente  | 16+       | 18+       | 1.13            |
| Total C. A. Osasuna | Total C. A. Osasuna    | Total C. A. Osasuna    | 102        | 106        | 42+         | 41+         | 43+          | 40+          | 187+      | 187+      | >1.00<          |
| C. D. Constancia | 1943-44                | 2.ª                    | 22         | 8          | 3           | -           | Inexistente  | Inexistente  | 25        | 8         | 0.32            |
| C. D. Constancia | 1944-45                | 2.ª                    | 18         | 8          | 3           | 2           | Inexistente  | Inexistente  | 21        | 10        | 0.48            |
| Total C. D. Constancia | Total C. D. Constancia | Total C. D. Constancia | 40         | 16         | 6           | 2           | 0            | 0            | 46        | 18        | 0.39            |
| S. D. Escoriaza | 1945-46                | 3.ª                    | 0+         | 0+         | Inaccesible | Inaccesible | Inexistente  | Inexistente  | 0+        | 0+        | ?               |
| S. D. Escoriaza | 1946-47                | 3.ª                    | 0+         | 0+         | Inaccesible | Inaccesible | Inexistente  | Inexistente  | 0+        | 0+        | ?               |
| Total S. D. Escoriaza | Total S. D. Escoriaza  | Total S. D. Escoriaza  | 0+         | 0+         | 0           | 0           | 0            | 0            | 0+        | 0+        | ?               |
| C. D. Tudelano | 1951-52                | Reg.                   | 0+         | 0+         | Inaccesible | Inaccesible | Inexistente  | Inexistente  | 0+        | 0+        | ?               |
| C. D. Tudelano | 1952-53                | Reg.                   | 0+         | 0+         | Inaccesible | Inaccesible | Inexistente  | Inexistente  | 0+        | 0+        | ?               |
| Total C. D. Tudelano | Total C. D. Tudelano   | Total C. D. Tudelano   | 0+         | 0+         | 0           | 0           | 0            | 0            | 0+        | 0+        | ?               |
| Total carrera | Total carrera          | Total carrera          | 155+       | 141+       | 51+         | 44+         | 43+          | 40+          | 249+      | 225+      | >0.9<           |
| (1) Resaltados los goles que le proclamaron máximo goleador del campeonato. (2) Incluye datos de la Copa de España (1932-47); Copa Presidente (1941) / Fase de ascenso (1934-35, 1943-44); permanencia (1944-45) / Clasificación a Copa (1942-43). (3) Incluye datos del Campeonato Regional de Guipúzcoa, (1932-40); Copa Vasca (1934-36) (4) No incluye goles en partidos amistosos. |                        |                        |            |            |             |             |              |              |           |           |                 |